# María Esther Nájera Arriaga
María Esther Nájera Arriaga, también conocida como Indiana Nájera, (Teloloapan, Gro. 5 de febrero de 1906-Ciudad de México, 4 de agosto de 1975), periodista, escritora y poeta.

## Biografía
Después de concluir los estudios de primaria y secundaria, estudió en la Escuela Nacional Preparatoria, ahí cursó literatura con Agustín Yáñez. Adquirió su formación periodística en el ejercicio continuo de la escritura de crónicas y otros textos, durante 19 años, para el Universal Gráfico, durante esa época escribía cuentos para el suplemento de El Universal bajo el seudónimo de Judith Halide y con el de Indiana para otras publicaciones periódicas. También utilizó el seudónimo de Ritz, cuando comenzó a escribir, y el de Marcelo Durán en su novela corta La Traición.
En el Universal Gráfico escribió la columna "Paréntesis Sentimental" la cual fue la base de sus escritos posteriores en los que aconsejaba a sus lectores; sus primeros cuentos y dos novelas cortas se publlican en El Universal, Excélsior y Revista de Revistas; para la Revista Todo escribe sobre espectáculos y reseñas de arte y en el diario El Zócalo trabaja como reportera gráfica del tema de cultura. Su novela Mamá Chon no ha sido publicada.
Indiana también compuso canciones que fueron presentadas en la estación transmisora del Excelsior. Perteneció a diferentes instancias como el Sindicato de Redactores de la Prensa, a la Asociación de Escritores de México (fundadora), a la Asociación de Periodistas, a la Sociedad de Inventores de México y a la Sociedad de Geografía y Estadística. En el primer Congreso de Ciencias Sociales promovió una ley para la protección de las mujeres que han cohabitado con un hombre por más de cinco años, propuesta que posteriormente fue incluida en el Código Federal del Trabajo.
María Esther desempeñó otras actividades diferentes a lo largo de su vida, fue secretaria, modelo de pintores, compositora, burócrata, granjera y también vendía publicidad. Escribió reportajes, crónicas, columnas y secciones para diferentes periódicos. También realizó entrevistas a muchos personajes, en Barbas y melenas célebres aparecen, entre otras, las que hizo a Diego Rivera, Miroslava, Dolores del Río, León Felipe, Cantinflas, En el teatro incursionó con las obras El Coloso y Año dos mil cuarenta.

## Obras[1][2]

### Novelas
- Carne Viva (1943)
- Tierra seca (1945)
- Poza negra (1960) novela histórica sobre Poza Rica
- Cruz Roja (1963)
- Amores en tierra de sangre y sol (1964),  novela corta

### Cuentos
- Pasajeros de segunda (1950)

### Ensayos
- Escuela práctica de novias (1952) Introducción al matrimonio
- El cielo eres tú (1962) Temas de ética
- Y… ¿quién educa a los padres? (1964) Relaciones familiares

### Poemas
- La señal del amor (1946)
- A media voz (1966)

### Entrevistas para diarios y revistas (selección)
- Barbas y melenas célebres (1958)

### Autobiografías
- Páginas íntimas. Autobiografía

## Reconocimientos[1]
- Premio de Excélsior por su novela inédita Mamá Chon
- Galardón de la Sociedad Mexicana de Geografía y Estadística por su trabajo Reforma de la Sociedad
- Premio de la Secretaría de Educación Pública por sus aportaciones a la colección El niño y la historieta
- Presea de Bonos del Ahorro Nacional por su novela para la televisión La traición.[1]